# البنك الوطني الروماني
البنك الوطني الروماني هو البنك المركزي لجمهورية رومانيا وتم تأسيسه في أبريل 1880. يقع مقره الرئيسي في العاصمة بوخارست.
البنك الوطني الروماني هو المسؤول عما يتعلق بالعملة الرومانية «ليو روماني» وعليه فإنه يضع السياسة النقدية، ويحتفظ باحتياطيات العملة ويدير سعر الصرف.

## المسؤوليات
تتمثل المهام الرئيسية لبنك رومانيا الوطني فيما يلي:
- تحديد وتنفيذ السياسة النقدية وسياسة سعر الصرف؛
- إجراء التصريح والتنظيم والإشراف التحوطي للمؤسسات الائتمانية وتشجيع ومراقبة التشغيل السلس لأنظمة الدفع بهدف ضمان الاستقرار المالي؛
- إصدار الأوراق النقدية والعملات المعدنية باعتبارها مناقصة قانونية على أراضي رومانيا؛
- وضع نظام سعر الصرف والإشراف على الالتزام به؛
- إدارة الاحتياطيات الرسمية لرومانيا.

## روابط خارجية
- الموقع الرسمي